# Moupinie aux yeux d'or
Chrysomma sinense
Espèce
Statut de conservation UICN

 LC  : Préoccupation mineure
La Moupinie aux yeux d'or (Chrysomma sinense), anciennement Timalie aux yeux d'or, est une espèce de passereaux de la famille des Paradoxornithidae.

## Sous-espèces
D'après la classification de référence (version 5.2, 2015) du Congrès ornithologique international elle se répartit en trois sous-espèces (ordre phylogénique) :
- Chrysomma sinense nasale (Legge, 1879) — Sri Lanka ;
- Chrysomma sinense hypoleucum (Franklin, 1831) — Pakistan, Inde et sud du Népal ;
- Chrysomma sinense sinense (Gmelin, 1789 — nord-est de l'Asie du Sud, sud de la Chine et Indochine.